# Lijst van Stolpersteine in Drenthe
De lijst van Stolpersteine in Drenthe geeft een overzicht van de gedenkstenen die in de Nederlandse provincie Drenthe zijn geplaatst in het kader van het Stolpersteine-project van de Duitse beeldhouwer-kunstenaar Gunter Demnig. 
Omdat het Stolpersteine-project doorloopt, kan deze lijst onvolledig zijn. 

## Stolpersteine
In de volgende gemeenten bevinden zich Stolpersteine:
- Aa en Hunze
- Assen
- Borger-Odoorn
- Coevorden
- De Wolden
- Emmen
- Hoogeveen
- Meppel
- Midden-Drenthe
- Noordenveld
- Tynaarlo
- Westerveld